# 492 (tal)
492 är det naturliga talet som följer 491 och som följs av 493.

## Inom vetenskapen
- 492 Gismonda, en asteroid.

## Inom matematiken
- 492 är ett jämnt tal.
- 492 är ett sammansatt tal.
- 492 är ett Hexanaccital.